# Köveskál
Köveskál là một thị trấn thuộc hạt Veszprém, Hungary. Thị trấn này có diện tích 14,49 km², dân số năm 2010 là 380 người, mật độ 26 người/km².